# Liste der Baudenkmäler in Heimenkirch
Auf dieser Seite sind die Baudenkmäler in dem schwäbischen Markt Heimenkirch zusammengestellt. Diese Tabelle ist eine Teilliste der Liste der Baudenkmäler in Bayern. Grundlage ist die Bayerische Denkmalliste, die auf Basis des Bayerischen Denkmalschutzgesetzes vom 1. Oktober 1973 erstmals erstellt wurde und seither durch das Bayerische Landesamt für Denkmalpflege geführt wird. Die folgenden Angaben ersetzen nicht die rechtsverbindliche Auskunft der Denkmalschutzbehörde.
 Die Liste gibt den Fortschreibungsstand vom 8. Februar 2019 wieder und umfasst achtzehn Baudenkmäler.

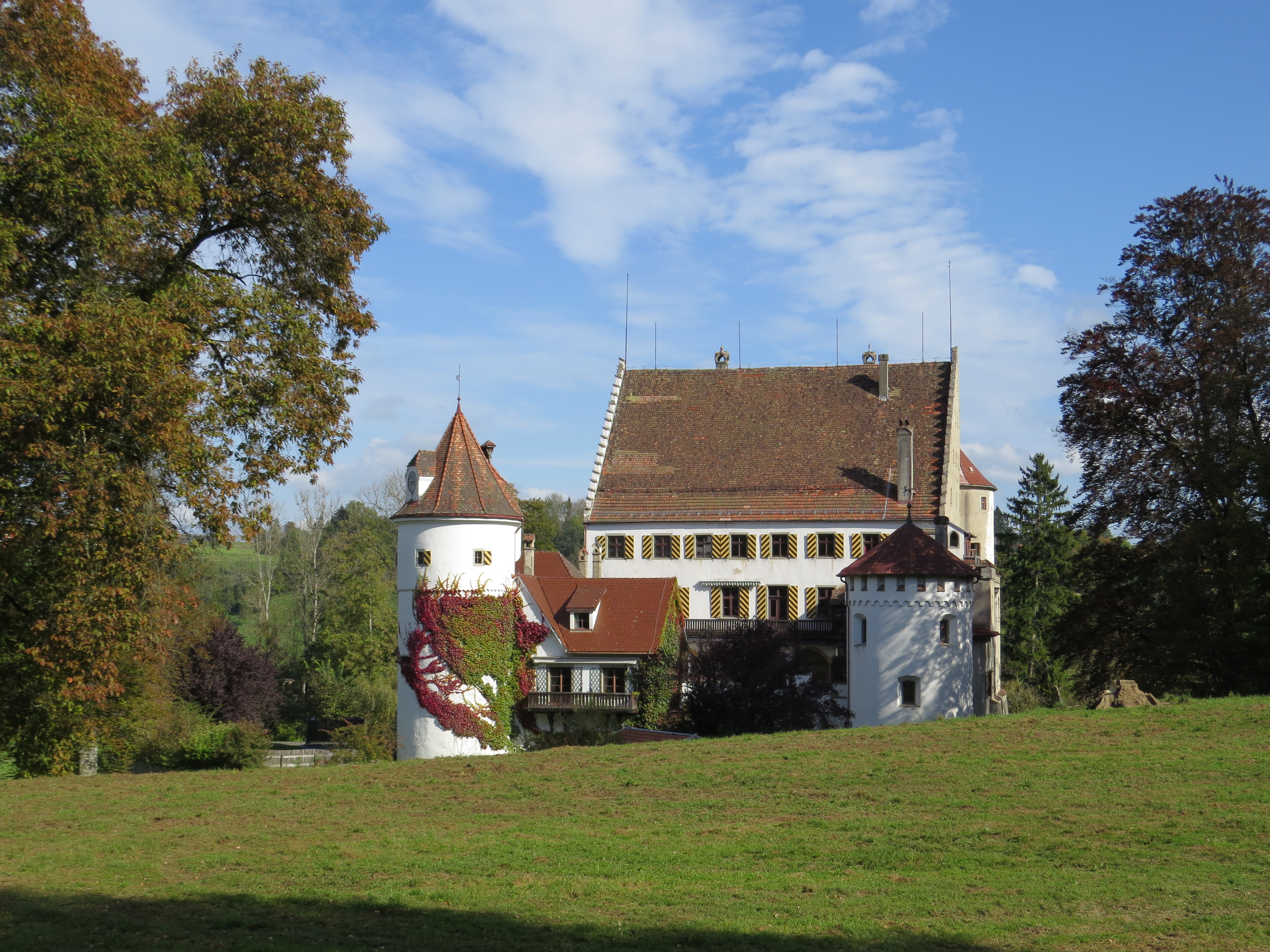
Schloss Syrgenstein

## Baudenkmäler nach Ortsteilen

### Heimenkirch
| Lage                                                 | Objekt                                                                           | Beschreibung | Akten-Nr.              | Bild                                                                             |
| ---------------------------------------------------- | -------------------------------------------------------------------------------- | --- | ---------------------- | -------------------------------------------------------------------------------- |
| Kemptener Straße 4 (Standort)                        | Verwaltungs- und Wohngebäude der ehemaligen Brauerei Karg, sogenanntes Karg-Haus | Stattlicher dreigeschossiger Halbwalmdachbau mit polygonalem Eckerkerturm und Putzgliederungen, von Joseph Bichlmeyer und Friedrich von Thiersch, 1902, über Kelleranlage, zweite Hälfte 19. Jahrhundert.                                                         | D-7-76-114-19          | Verwaltungs- und Wohngebäude der ehemaligen Brauerei Karg, sogenanntes Karg-Haus |
| Kemptener Straße 6 (Standort)                        | Wohnhaus, sogenanntes Paulbäckhaus                                               | Verschindelter zweigeschossiger Blockbau mit Walmdach, im Kern 1621, später verändert. | D-7-76-114-2 Wikidata  | Wohnhaus, sogenanntes Paulbäckhaus                                               |
| Kirchplatz 1 (Standort)                              | Katholische Pfarrkirche St. Margareta                                            | 1844–46 Neubau in neugotischem Stil unter Beibehaltung des mittelalterlichen Turmes; mit Ausstattung. | D-7-76-114-1 Wikidata  | weitere Bilder                                                                   |
| Nadenbergstraße 3 (Standort)                         | Villenartiges Wohnhaus                                                           | Asymmetrisch gegliedert, mit weiten Vordächern, Erker und hölzernem Balkon, um 1900. | D-7-76-114-3 Wikidata  | weitere Bilder                                                                   |
| Nadenbergstraße 12 (Standort)                        | Katholische St.-Ruperti-Kapelle                                                  | Neugotisch, 1886; mit Ausstattung. | D-7-76-114-5 Wikidata  | Katholische St.-Ruperti-Kapelle                                                  |
| Tannenfelsstraße 4; Nähe Tannenfelsstraße (Standort) | Sogenannte Katzenmühle                                                           | Ehemalige Mahl- und Sägmühle, Wohnteil verschindelter Blockbau mit Zierfachwerk im (derzeit verschalten) Giebelfeld, durch Haustafel bezeichnet mit „1797“; zweigeschossiger Stallstadel mit Sägemühle, Ziegelmauerwerk und Holzständerbauweise, 19. Jahrhundert. | D-7-76-114-16 Wikidata | Sogenannte Katzenmühle                                                           |

### Dreiheiligen
| Lage                      | Objekt                                                                                  | Beschreibung | Akten-Nr.              | Bild                                                                                    |
| ------------------------- | --------------------------------------------------------------------------------------- | --- | ---------------------- | --------------------------------------------------------------------------------------- |
| Dreiheiligen 5 (Standort) | Katholische Kapelle mit dreiseitigem Schluss                                            | Langhaus und Turmunterbau 15. Jahrhundert, Langhaus im 18. Jahrhundert verlängert; mit Ausstattung; in ummauertem Friedhof. | D-7-76-114-4 Wikidata  | Katholische Kapelle mit dreiseitigem Schluss                                            |
| Schloßbühl (Standort)     | Gedenkstein auf dem Burgstall Schloßbühl bei der ehemaligen Römerstraße Kempten–Bregenz | 1935/6. | D-7-76-114-17 Wikidata | Gedenkstein auf dem Burgstall Schloßbühl bei der ehemaligen Römerstraße Kempten–Bregenz |

### Geigersthal
| Lage                      | Objekt     | Beschreibung                                                  | Akten-Nr.             | Bild       |
| ------------------------- | ---------- | ------------------------------------------------------------- | --------------------- | ---------- |
| Geigersthal 32 (Standort) | Bauernhaus | Verschindelter Blockbau mit Flachsatteldach, 18. Jahrhundert. | D-7-76-114-6 Wikidata | Bauernhaus |

### Meckatz
| Lage                 | Objekt                | Beschreibung | Akten-Nr.             | Bild                  |
| -------------------- | --------------------- | --- | --------------------- | --------------------- |
| Meckatz 2 (Standort) | Ehemalige Rotgerberei | Traufständiger Bau mit Mansarddach und Gaubenreihe, Haustür bezeichnet mit „1828“, im Kern wohl Bau des 18. Jahrhunderts. | D-7-76-114-7 Wikidata | Ehemalige Rotgerberei |

### Mothen
| Lage                 | Objekt              | Beschreibung                                                           | Akten-Nr.             | Bild                |
| -------------------- | ------------------- | ---------------------------------------------------------------------- | --------------------- | ------------------- |
| Mothen 28 (Standort) | Ehemalige Burgmühle | Jetzt zweigeschossiges Bauernhaus mit Wiederkehr, 18./19. Jahrhundert. | D-7-76-114-8 Wikidata | Ehemalige Burgmühle |

### Oberhäuser
| Lage                         | Objekt              | Beschreibung                       | Akten-Nr.             | Bild                |
| ---------------------------- | ------------------- | ---------------------------------- | --------------------- | ------------------- |
| Nähe Sürgenstraße (Standort) | Katholische Kapelle | Neugotisch, 1897; mit Ausstattung. | D-7-76-114-9 Wikidata | Katholische Kapelle |

### Riedhirsch
| Lage                     | Objekt                            | Beschreibung                                                                                           | Akten-Nr.              | Bild                              |
| ------------------------ | --------------------------------- | --- | ---------------------- | --------------------------------- |
| Riedhirsch 43 (Standort) | Gasthaus zum Kreuz                | Zweigeschossiger Giebelbau, teilweise verschindelt, im Kern 18. Jahrhundert; Ausleger 19. Jahrhundert. | D-7-76-114-11 Wikidata | Gasthaus zum Kreuz                |
| Riedhirsch 63 (Standort) | Hammerschmiede mit Knochenstampfe | Zweigeschossiger, verschindelter Satteldachbau, 17. Jahrhundert.                                       | D-7-76-114-10 Wikidata | Hammerschmiede mit Knochenstampfe |
| In Riedhirsch (Standort) | Wegkapelle                        | Spätgotisch, Ende 19. Jahrhundert.                                                                     | D-7-76-114-12 Wikidata | Wegkapelle                        |

### Syrgenstein
| Lage                                                                 | Objekt                      | Beschreibung | Akten-Nr.              | Bild                        |
| -------------------------------------------------------------------- | --------------------------- | --- | ---------------------- | --------------------------- |
| Syrgenstein 1 (Standort)                                             | Schloss Syrgenstein         | Dreigeschossiger Hauptbau mit Treppengiebeln, flankiert von zwei Rundtürmen, 15./16. Jahrhundert, im 19. Jahrhundert erweitert, mit Schlosskapelle zum hl. Vitus; mit Ausstattung.                         | D-7-76-114-13 Wikidata | weitere Bilder              |
| etwa 700 Meter westlich des Schlosses am Weg nach Edelitz (Standort) | Grabkreuze und Gedenksteine | 1796 bis 1868. Ein eingefasstes Grab. Inschrift: "Edith Daughter of Henry and Elisabeth Hutton of Dublin - died October 27. 1868, aged 19" Ein Kreuz. Inschrift: "In memory of our friend Alexander Allen" | D-7-76-114-14 Wikidata | Grabkreuze und Gedenksteine |

### Wolfertshofen
| Lage                                        | Objekt                                   | Beschreibung                                                               | Akten-Nr.              | Bild                                     |
| ------------------------------------------- | ---------------------------------------- | -------------------------------------------------------------------------- | ---------------------- | ---------------------------------------- |
| 500 Meter nördlich Wolfertshofen (Standort) | Gedenkstein auf dem Burgstall Tannenfels | 1936. Nicht nachqualifiziert, im Bayerischen Denkmal-Atlas nicht kartiert. | D-7-76-114-15 Wikidata | Gedenkstein auf dem Burgstall Tannenfels |